# Comité de défense des Juifs
Pour les articles homonymes, voir CDJ.
Pour un article plus général, voir Shoah en Belgique.
Le  Comité de défense des Juifs (CDJ) est une organisation de la résistance belge affiliée au Front de l'Indépendance fondée par le communiste juif Hertz Jospa et son épouse Have Groisman (Yvonne Jospa) en septembre 1942.

## Éléments historiques
Le Comité de Défense des Juifs comptait une trentaine de membres rien que dans sa section Enfance. Ces membres, venant de divers horizons politiques et religieux, formaient un comité dans le but de sauver les enfants juifs de la déportation et de venir en aide (y compris financièrement) à ceux qui tentaient de se soustraire à la barbarie nazie. Le CDJ est parvenu à sauver 3 500 des 5 000 enfants pris en charge pour les cacher dans des familles belges et des pensionnats. Le Comité était aussi impliqué dans d’autres aspects de la Résistance notamment la publication clandestine de Unzer Wort (« notre parole »). C'est à sa demande que le Front de l'Indépendance prit l'initiative d'envoyer Victor Martin, sociologue diplômé de l'Université de Louvain, en mission en Allemagne puis en Pologne pour connaître le sort des déportés juifs de Belgique, les informations rapportées par Martin ayant motivé les membres de la Résistance pour mettre en échec autant que faire se pouvait les projets meurtriers des nazis : Martin avait découvert la réalité en se rendant jusqu'aux abords immédiats du camp d'Auschwitz-Birkenau.
Fort d'un réseau qui comportait de multiples ramifications, le CDJ agit comme une véritable administration clandestine qui put fournir des centaines de « faux » vrais papiers grâce à l'appui de bourgmestres, d'agents communaux dans plus de deux cents communes de Belgique. La seule section locale de Charleroi dont les dirigeants étaient Pierre Broder, Max Katz et Sem Makowski disposaient de l'implication de fonctionnaires dans 126 communes. La section liégeoise était, quant à elle, dirigée par Albert Wolf.
En février 1944, le Comité de défense des juifs versait des allocations mensuelles à 4 470 juifs cachés à Bruxelles, Anvers, Charleroi et Liège. À la Libération, ils étaient plus de 5 000 à émarger au budget social du CDJ.
Le responsable de la section « Enfance » du Comité, Maurice Heiber était également le responsable « Enfance » de l'Association des Juifs en Belgique (AJB). Des assistantes sociales de l'AJB, telles que Luce Polak, Renée Goldstuck et Irène Zmigrod contribuèrent donc au sauvetage des enfants juifs. Estera Heiber-Fajersztejn, dans la clandestinité, mit au point le code qui leur permettait de tenir à jour la base de données afin d'assurer le suivi du placement des enfants et de pouvoir faire le lien entre leur fausse et leur vraie identité.
La tâche principale d'Yvonne Jospa et de Suzanne Moons-Lepetit (dite « Brigitte »') qui seront rejointes plus tard par Ida Sterno (« Jeanne ») était de trouver des lieux d'accueil pour mettre les enfants en sûreté. Elles purent rapidement compter sur un réseau de 138 institutions et 700 familles d'accueil. La participation d'Yvonne Nèvejean, alors directrice de l'Œuvre nationale de l'enfance, fut à cet égard tout à fait déterminante. On trouvait également au CDJ Andrée Geulen, Fela Perelman, Paule Renard, Claire Murdoch et d'autres, qui exposèrent leur vie pour le sauvetage des enfants.
Le Comité bénéficiait également de l'appui d'un réseau catholique clandestin dont les membres étaient Paul Démann prêtre catholique d'origine juive, Henri Reynders (Dom Bruno), l'Abbé Joseph André à Namur, l'Abbé Antoine de Breucker à Saint-Josse, Georges Fonsny à Liège, Pierre Capart, aumônier général de la Jeunesse ouvrière chrétienne (JOC), René Ceuppens secrétaire du Cardinal Van Roey,, l'Évêque de Liège Louis-Joseph Kerkhofs, l'avocat Albert Van den Berg, l'Abbé Froidure, etc.

## Membres fondateurs
Les époux Jopsa ont créé le comité de défense des juifs dès l'instauration du port obligatoire de l'étoile jaune en 1942, ils ont rapidement coopté sept cofondateurs.
- Hertz Jospa
- Yvonne Jospa
- Émile Hambresin
- Eugène Hellendall
- Israël Mandelbaum
- Benjamin Nykerk
- Chaïm Perelman
- Édouard Rotkel
- Abusz Werber[Note 3],[4].